# Gil Cordovés
Gil Cordovés Pérez nascido a 14 de março de 1965 em Cuba, é um ciclista venezuelano.

## Palmarés
1995
Jogos Pan-Americanos
1999
1 Etapa 7 Volta à Venezuela
2000
Volta à Venezuela
1 Pontos
1 Sprints
2001
1 Etapas 2, 3, 8, 10b & 13 Volta à Venezuela
1 Prólogo Volta à Costa Rica
2002
1 Etapas 1, 4, 9b & 10 Volta à Venezuela
1 Prólogo Volta à Costa Rica
2003
1 Clássico Corre Pela Vida
1 Etapas 1, 3, 5b, 6, 8, 12 & 14 Volta à Venezuela
1 Etapa 3 Volta à Colômbia
2004
1 Geral Clássico Aniversário Federação Ciclista da Venezuela
1 Geral Volta ao Zulia
1 Etapas 1, 2, 5, 7, 9b, 13 & 14 Volta à Venezuela
1 Etapa 5 Tour de Rio
2005
1 Geral Volta ao Zulia
1 Etapas 1, 4, 5 & 6
1 Etapas 5, 12 & 14 Volta à Venezuela
1 Prólogo, Etapas 5a & 9 Volta Independência Nacional
1 Etapas 1 & 2 Volta a Aragua
1 Etapa 2 Volta ao Táchira
2006
1 Geral Volta ao Zulia
1 Etapas 2a, 2b, 4, 6, 7a & 7b
1 Geral Volta a Portuguesa
1 Etapas 2, 3, 4b & 5
1 Geral Clássico Aniversário Federação Ciclista da Venezuela
1 Etapas 1, 3, 6, 7, 9, 11 & 14 Volta à Venezuela
1 Etapas 1, 2 & 3 Volta a Trujillo
1 Etapas 2b & 3 Volta a Yacambu-Lara
1 Etapa 1 Volta a Aragua
1 Etapa 2a Volta ao Oriente
1 Etapa 3 Clássico Ciclístico Banfoandes
2007
1 Geral Volta ao Zulia
1 Etapas 1, 2 & 4b
1 Etapas 1b, 3, 7, 13 & 14 Volta à Venezuela
1 Etapas 1, 2, 3, 4 & 6 Volta ao Oriente
1 Etapas 2, 4 & 6 Volta a Portuguesa
1 Etapas 2b & 5 Volta a Yacambu-Lara
1 Etapa 3 Clássico Pedro Infante
1 Etapa 1 Clássico Ciclístico Banfoandes
2008
1 Geral Volta aos Vales de Tuy
1 Etapa 1
1 Clássico Cidade de Caracas
1 Prólogo, Etapas 2, 5b, 6 & 9 Volta Independência Nacional
1 Etapas 6, 8 & 13 Volta à Venezuela
1 Etapas 2 & 4 Clássico Ciclístico Banfoandes
1 Etapa 2 Volta ao Oriente
1 Etapa 1 Volta ao Zulia
2nd Clássico Corre Pela Vida
3rd Virgen da Candelaria
2012
Volta à Venezuela
1 Etapa 3
1 Sprints

## Equipas
- 2001  Café da Costa Rica
- 2002  Gobernación do Zulia
- 2002  Gobernación de Mérida
- 2003  Gobernación do Zulia
- 2004  Gobernación do Zulia
- 2005  Gobernación do Zulia
- 2006  Gobernación do Zulia
- 2007  Gobernación do Zulia
- 2008  Universidade Autónoma de Guadalajara
- 2012  Gobernación do Zulia
- 2014  Gobernación do Táchira